# 长序白珠
长序白珠（学名：Gaultheria longiracemosa）为杜鹃花科白珠树属的植物，为中国的特有植物。分布在中国大陆的四川等地，生长于海拔3,000米的地区，多生长于山上，目前尚未由人工引种栽培。